# Polski Kontyngent Wojskowy w Kambodży
Polski Kontyngent Wojskowy w Tymczasowej Administracji Organizacji Narodów Zjednoczonych w Kambodży (PKW UNTAC, PKW Kambodża) – wydzielony komponent Sił Zbrojnych RP, przeznaczony do zabezpieczenia logistycznego i inżynieryjnego sił pokojowych ONZ w Kambodży w latach 1992–1993. Jednostka Wojskowa 3240.

## Historia

### MINURSO
W 1985 Sekretarz generalny Organizacji Narodów Zjednoczonych Javier Pérez de Cuéllar oraz Organizacja Jedności Afrykańskiej rozpoczęli misję dobrych usług, mającą na celu zakończenie toczącej się już od dekady wojny w Saharze Zachodniej, w której walki prowadziły Front Polisario i Maroko. Po trzech latach negocjacji osiągnięto porozumienie (nie kończyło ono jednak konfliktu), na podstawie którego w 1991 Rada Bezpieczeństwa Organizacji Narodów Zjednoczonych wydały rezolucję powołującą Misję Organizacji Narodów Zjednoczonych na rzecz referendum w Saharze Zachodniej (MINURSO).
Na straży przeprowadzenia referendum miał stać kontyngent wojskowy i policyjny, liczący łącznie ok. 2000 osób. Jednym z państw-kontrybutorów MINURSO miała być Polska – ze względu na bogate doświadczenia w sferze zabezpieczenia logistycznego sił pokojowych ONZ (w latach 1973–1979 POLLOG UNEF II w Egipcie, 1974–1993 POLLOG UNDOF w Syrii i 1989–1990 POLLOG UNTAG w Namibii) polski kontyngent wojskowy stanowiły: batalion logistyczny i Centralna Składnica Zaopatrzenia, łącznie ok. 350 żołnierzy, pod względem struktury, liczebności i zadań bardzo zbliżony do batalionu w ramach sił UNTAG. Zadania te miały obejmować:
- transport ludzi, materiałów budowlanych, sprzętu i żywności do obozu oraz na pozycje sił pokojowych,
- zabezpieczenie funkcjonowania obozów i pojazdów wojsk wielonarodowych,
- kierowanie Centralną Składnicą Zaopatrzenia[2].

Transport morski ze sprzętem batalionu wypłynął w morze 1 września 1991 roku, jednak został on zawrócony. Sytuacja w Saharze Zachodniej pogorszyła się wskutek ofensywy marokańskiej i przewidziane na 6 września 1991 rozpoczęcie okresu przejściowego prowadzącego do przeprowadzenia referendum było niewykonalne – w tej sytuacji wysłanie kontyngentów wojskowych było zbyt ryzykowne i Rada Bezpieczeństwa zaproponowała zastąpienie ich obserwatorami wojskowymi. Jednocześnie od października 1991 trwały przygotowania do wdrożenia Tymczasowej Administracji ONZ w Kambodży (UNTAC), w skład której weszły też wojska międzynarodowe. Polski rząd zaaprobował propozycję ONZ dotyczącą skierowania batalionu logistycznego do Kambodży. Ze względu na odmienność warunków i poszerzenie zakresu działań (z logistycznych na logistyczno-inżynieryjne) oraz znaczące zwiększenie stanu osobowego (z ok. 350 do ok. 700 żołnierzy) nastąpiło jego ponownie formowanie.
Polskie zaangażowanie w MINURSO ostatecznie objęło tylko obserwatorów wojskowych.

### UNTAC
W 1991 r. w Paryżu Koalicyjny Rząd Demokratycznej Kampuczy i prowietnamski rząd Ludowej Republiki Kampuczy zawarły porozumienie pokojowe, kończące trwającą od 1978 r. wojnę domową. W związku z tym Rada Bezpieczeństwa ONZ zdecydowała o wysłaniu w październiku 1991 r. Misji Przygotowawczej ONZ w Kambodży (UNAMIC), mającej za zadanie opracowanie założeń i przygotowanie gruntu pod pierwsze w kraju demokratyczne wybory (w misji brało udział 2 obserwatorów wojskowych z Polski). Nad ich przebiegiem miała czuwać utworzona w marcu 1992 r. w miejsce UNAMIC Tymczasowa Administracja ONZ w Kambodży (UNTAC). W grudniu 1991 r. ONZ poprosiło Polskę o skierowanie do UNTAC kontyngentu wojskowego, sformowanego do misji w Saharze Zachodniej. Przygotowania przeformowanego batalionu rozpoczęto dopiero w kwietniu 1992 r. (w Wojskowym Centrum Szkolenia dla potrzeb Sił Pokojowych ONZ w Kielcach), lecz już 11 maja do Kwatery Głównej UNTAC przylecieli pierwsi oficerowie. Następnie od 14 czerwca do 14 lipca do Transit Camp (Obozu Przejściowego) przetransportowano właściwy kontyngent, liczący ok. 700 osób – znacznie więcej niż pierwotnie zakładano.
Po raz pierwszy polski kontyngent wojskowy nie stanowił jednej zwartej jednostki, tylko składał się z kilku niezależnych komponentów, co wynikało z faktu funkcjonowania w strukturach UNTAC batalionu logistycznego, któremu miały podlegać polskie pododdziały:
- stacjonującego w Pursat Zgrupowania Pododdziałów Inżynieryjnych (Polish Engineer Task Forces), mającego za zadanie odbudowę dróg i mostów (na przełomie marca i kwietnia ZPI przeprowadziło przegrupowanie do Krachen, gdzie kontynuowało swoje działania),
- rozmieszczonego w 4 różnych bazach południowo-zachodniej Kambodży kompanii wsparcia logistycznego zaopatrujących oddziały ONZ w terenie oraz gromadzących broń z demobilizowanych i rozbrajanych oddziałów,
- Centralnej Składnicy Zaopatrzenia w Phnom Penh, dystrybuującej materiały i środki dla całej administracji i sił UNTAC,
- dwóch, podlegających bezpośrednio szefowi logistyki UNTAC, wydzielonych grup logistycznych, wykonujących te same zadania co kompanie[6].

Mimo bardzo dobrych opinii przełożonych o pracy polskich żołnierzy, to ujawniły się problemy wynikające z pośpiesznego przygotowania kontyngentu i braku rozpoznania rejonu działania. Najsłabiej opłacani z całej UNTAC Polacy musieli mieszkać w ciasnych bazach, bez odpowiedniego zaplecza higienicznego a czasami nawet żywieniowego. Trudne warunki powodowały częste choroby, które wraz z brakiem jakiejkolwiek komunikacji z rodzinami w kraju znacznie obniżały morale. Zdesperowani żołnierze napisali nawet list do Prezydenta RP (na oficjalnym blankiecie UNTAC, gdyż korespondencja PKW nie docierała w całości do Polski), który spowodował interwencję Rzecznika Praw Obywatelskich. Innymi skutkami nieodpowiedniego przygotowania PKW były spory kompetencyjne pomiędzy szefem logistyki UNTAC – formalnie starszym oficerem narodowym – i dowódcą POLLOG-u, gdyż nie wyznaczono konkretnego podziału zadań między nimi czy brak odpowiedniej komunikacji na linii UNTAC-MON: sformowanie dowództwa polskiego batalionu w sytuacji, gdy w strukturach UNTAC istniał już odpowiedni batalion logistyczny lub kuriozalna konieczność wydzielenia z dwóch kompanii wydzielonych grup wsparcia logistycznego: w PKW wystawiono tylko 4 zamiast przewidzianych etatem misji 6 kompanii logistycznych.
Innym, o wiele poważniejszym problemem była działalność Czerwonych Khmerów, którzy rozpoczęli ataki na wojska ONZ – spowodowały one dozbrojenie PKW. Wielokrotnie w kierunku obozu 5. kompanii Kampong Thom oddawano nocami pojedyncze wystrzały. Obóz był także celem kilkukrotnych ataków uzbrojonych miejscowych bandytów wabionych „dobrami”, które się w nim znajdowały.
Pierwszy poważny incydent zbrojny miał miejsce z 23 na 24 kwietnia 1993 r., gdy żołnierze 4. kompanii wsparcia logistycznego  w Siem Reap musieli odeprzeć atak Czerwonych Khmerów. Drugi atak odbył się 3 maja 1993 r. również w Siem Reap. Obroną dowodził mjr Wiesław Słoniewski. Atak został odparty bez strat własnych. 4. kompania, praktycznie własnymi siłami, mimo iż bangladescy wartownicy byli przydzieleni właśnie do stałej obrony kompanii, odparła atak, przez co dowództwo postanowiło ją ewakuować. Kolejne dwa incydenty odbyły się 4 i 5 maja 1993 r., gdy w godzinach wieczornych oddział Czerwonych Khmerów (wg oceny obserwatorów ONZ – ok. 200 żołnierzy) uzbrojonych w moździerze 82 mm i karabiny maszynowe zaatakował wspólny chińsko-polski obóz 5. kompanii. Ich celem było opanowanie Kampong Thom w celu niedopuszczenia do przeprowadzenia wyborów w tej prowincji. Ogniem karabinków KBK AK 7,62 mm po wystrzeleniu ok. 1000 szt. amunicji oraz użyciu granatów ręcznych atak został odparty bez strat własnych.
Mimo dużej aktywności komunistów wybory wygrali monarchiści, a sytuacja zaczęła się normalizować. W czerwcu i lipcu znaczna część ochotników i policjantów oenzetowskich wyjechała z Kambodży, a z nimi część kontyngentów narodowych. Częściowo tyczyło się to również PKW, w którym zaszła rotacja, w tym 154 żołnierzy zasadniczej służby wojskowej, zastąpionych przez tylko 75 osób. Była to liczba wystarczająca, gdyż w sierpniu rozpoczęła się ewakuacja polskich oddziałów – w sierpniu do Phnom Penh wycofała się 6 kompania, we wrześniu 4 i ZPI, w październiku 3 i 5, a w listopadzie Kambodżę opuściły 1 i 3 oraz CSZ. W terenie do 1994 r. pozostali jedynie polscy obserwatorzy wojskowi oraz oficerowie odpowiedzialni za likwidację magazynów.
W trakcie misji UNTAC zginęło 5 polskich żołnierzy.
Tradycje Polskiego Kontyngentu Wojskowego w UNTAC kontynuował Ośrodek Szkolenia na potrzeby Sił Pokojowych, od 2004 Centrum Szkolenia na Potrzeby Sił Pokojowych.

## Struktura organizacyjna

Baretka Medalu służbie pokoju UNTAC

- starszy oficer narodowy/szef logistyki UNTAC (Phnom Penh) – płk Kazimierz Giłej → płk Krzysztof Mamczur
  - Dowództwo  – POLLOG (polski batalion logistyczno-inżynieryjny) (Phnom Penh) – ppłk Tadeusz Jędrzejczak → ppłk Kazimierz Zawiliński
  - elementy podległe w strukturze krajowej polskiemu batalionowi, w strukturze operacyjnej batalionowi logistycznemu UNTAC
    - 1 kompania wsparcia logistycznego (Phnom Penh – Special Zone) – mjr Andrzej Mazur
    - 2 kompania wsparcia logistycznego (Sihanouk Ville – Sector 6) – mjr Andrzej Fularczyk
    - 3 kompania wsparcia logistycznego (Kampong Cham – Sector 5 East) – mjr Andrzej Jordan/mjr Michalski
    - 4 kompania wsparcia logistycznego (Siem Reap – Sector 2) – mjr Andrzej Flisiuk/mjr Wiesław Słoniewski
    - 5 kompania wsparcia logistycznego (Kampong Thum – Sector 5 West) –  także pod nazwą wydzielonej grupy logistycznej 4 kompanii wsparcia logistycznego - kpt. Zenon Główczyński
    - 6 kompania wsparcia logistycznego (Stoeng Treng – Sector 4) – także pod nazwą wydzielonej grupy logistycznej 3 kompanii wsparcia logistycznego - kpt Krzysztof Kozaczuk/kpt Andrzej Fałdasz

  - elementy podległe w strukturze krajowej polskiemu batalionowi, w strukturze operacyjnej Szefowi Inżynierów UNTAC
    - Zgrupowanie Pododdziałów Inżynieryjnych (Pursat → Krachen) – ppłk Krzysztof Chrzanowski
      - kompania drogowa (Pursat → Krachen)
      - kompania mostowa (Pursat → Krachen)
      - pluton dowodzenia (Pursat → Krachen)
      - pluton zabezpieczenia technicznego (Pursat → Krachen)

  - elementy podległe w strukturze krajowej polskiemu batalionowi, w strukturze operacyjnej Szefowi Logistyki UNTAC
    - Centralna Składnica Zaopatrzenia (Phnom Penh) – ppłk Stanisław Azarewicz

  - personel w HQ UNTAC (Phnom Penh)

Umiejscowienie polskich sił w strukturach logistyki UNTAC:
- Szef Logistyki UNTAC: płk Kazimierz Giłej, od lutego 1993 płk Krzysztof Mamczur (Phnom Penh)
  -  Batalion Logistyczny (Phnom Penh)
    - dowódca:  ppłk Azeem
    - zastępca dowódcy:  mjr Briere, od lutego 1993  ppłk Kazimierz Zawiliński
    -  1 kompania logistyczna (Phnom Penh)
    -  2 kompania logistyczna (Sihanouk Ville)
    -  3 kompania logistyczna (Kâmpóng Cham)
    -  4 kompania logistyczna (Siĕm Réab)

  -  Centralna Składnica Zaopatrzenia (Phnom Penh)
  -  grupa logistyczna /5 kompania/ (Kâmpóng Thum)
  -  grupa logistyczna /6 kompania/ (Stœ̆ng Trêng)

Czas trwania, dowódcy oraz liczebność poszczególnych zmian:
| Zmiana | Początek | Koniec  | Dowódca                   | Liczebność |
| ------ | -------- | ------- | ------------------------- | ---------- |
| I      | 06.1992  | 01.1993 | ppłk Tadeusz Jędrzejczak  | ok. 700    |
| II     | 01.1993  | 11.1993 | ppłk Kazimierz Zawiliński | ok. 700    |